# Japan Soccer League 1976
La stagione 1976 è stata la dodicesima edizione della Japan Soccer League, massimo livello del campionato giapponese di calcio.

## Avvenimenti

### Antefatti
Venne leggermente ridefinito il periodo di svolgimento del torneo, ora posticipato tra agosto e marzo e senza alcuna pausa tra girone di andata e girone di ritorno. A livello di club, continuò l'afflusso di calciatori stranieri al Fujita Kogyo con l'arrivo di Ademar Pereira, il Mitsubishi Heavy Industries chiamò in panchina l'ex portiere Kenzō Yokoyama mentre l'Eidai si affidò a Toshihiko Shiozawa con Sergio Echigo nelle vesti di direttore tecnico.

### Il campionato
Il torneo prese avvio tra il 22 agosto e il 28 agosto 1976: le grandi di quel periodo tentennarono e ad approfittare della situazione fu il Furukawa Electric che, vincendo gli scontri diretti, prese subito il comando della classifica tallonato dall'Hitachi, a -2 al termine del girone di andata. Subito dopo il giro di boa, il calo dell'Hitachi lanciò la capolista verso il suo primo titolo nazionale: inutile fu la rimonta del Fujita Kogyo, che a causa di un girone di andata sottotono non andò oltre il secondo posto.
Solo formali i risultati degli spareggi e dei playoff promozione-salvezza: la chiusura dell'Eidai per cessata attività, avvenuta il 1º marzo 1977, annullò tutti i verdetti degli spareggi, peraltro non ancora disputati. Il Fujitsu, che aveva dominato la classifica del secondo raggruppamento, ottenne così la promozione automatica pur perdendo contro il Toyota Motors, allo stesso modo del Furukawa Electric Chiba che, pur venendo sconfitto il Nissan Motors, ottenne la salvezza.

## Squadre partecipanti

### Profili
Division 1
| Club partecipanti | Club partecipanti | Città      | Stagione 1975                            |
| ----------------- | ----------------- | ---------- | ---------------------------------------- |
| Eidai             | dettagli          | Heizei     | 5° in JSL Division 1 (come Eidai Sangyo) |
| Furukawa Electric | dettagli          | Ichihara   | 6° in JSL Division 1                     |
| Fujita Kogyo      | dettagli          | Tokyo      | 7° in JSL Division 1                     |
| Hitachi           | dettagli          | Koganei    | 3° in JSL Division 1                     |
| Mitsubishi HI     | dettagli          | Saitama    | 2° in JSL Division 1                     |
| Nippon Kokan      | dettagli          | Kawasaki   | 9° in JSL Division 1                     |
| Nippon Steel      | dettagli          | Kitakyūshū | 4° in JSL Division 1                     |
| Toyo Kogyo        | dettagli          | Hiroshima  | 8° in JSL Division 1                     |
| Toyota Motors     | dettagli          | Nagoya     | 10° in JSL Division 1                    |
| Yanmar Diesel     | dettagli          | Osaka      | Campione del Giappone                    |

Division 2
| Club partecipanti  | Club partecipanti | Città     | Stagione 1975                                |
| ------------------ | ----------------- | --------- | -------------------------------------------- |
| Fujitsu            | dettagli          | Kawasaki  | 3° in JSL Division 2                         |
| Furukawa El. Chiba | dettagli          | Ichihara  | 2° in All Japan Senior Football Championship |
| Honda Motor        | dettagli          | Hamamatsu | 4° in JSL Division 2                         |
| Kofu Club          | dettagli          | Kōfu      | 7° in JSL Division 2                         |
| Kyoto Shiko        | dettagli          | Kyoto     | 6° in JSL Division 2                         |
| Sumitomo Metals    | dettagli          | Ibaraki   | 8° in JSL Division 2                         |
| Tanabe Pharma      | dettagli          | Osaka     | 1° in JSL Division 2                         |
| Teijin Matsuyama   | dettagli          | Matsuyama | 5° in JSL Division 2                         |
| Yanmar Club        | dettagli          | Osaka     | 1° in All Japan Senior Football Championship |
| Yomiuri            | dettagli          | Tokyo     | 2° in JSL Division 2                         |

### Allenatori
Division 1
| Club              | Allenatore         |
| ----------------- | ------------------ |
| Eidai             | Toshihiko Shiozawa |
| Fujita Kogyo      | Yoshinobu Ishii    |
| Furukawa Electric | Mitsuo Kamata      |
| Hitachi           | Hidetoki Takahashi |
| Mitsubishi HI     | Kenzō Yokoyama     |
| Nippon Kokan      | Takaji Tanaka      |
| Nippon Steel      | Teruki Miyamoto    |
| Toyo Kogyo        | Ikuo Matsumoto     |
| Toyota Motors     | Takaji Tanaka      |
| Yanmar Diesel     | Kenji Onitake      |

Division 2
| Club               | Allenatore          |
| ------------------ | ------------------- |
| Fujitsu            | Shigeo Yaegashi     |
| Furukawa El. Chiba | sconosciuto         |
| Honda Motor        | Katsuyoshi Kuwahara |
| Kofu Club          | Tsukasa Hosaka      |
| Kyoto Shiko        | Seishiro Shimatani  |
| Sumitomo Metals    | Eiji Yamamoto       |
| Tanabe Pharma      | Toru Yubisu         |
| Teijin Matsuyama   | sconosciuto         |
| Yanmar Club        | sconosciuto         |
| Yomiuri            | Shōichi Nishimura   |

## Classifiche finali

### JSL Division 1
|                     | Pos. | Squadra           | Pt | G  | V  | N | P  | GF | GS | DR  |
| ------------------- | ---- | ----------------- | -- | -- | -- | - | -- | -- | -- | --- |
| Giappone (bandiera) | 1.   | Furukawa Electric | 26 | 18 | 11 | 4 | 3  | 37 | 15 | +22 |
|                     | 2.   | Mitsubishi HI     | 22 | 18 | 9  | 4 | 5  | 28 | 16 | +12 |
|                     | 3.   | Fujita Kogyo      | 22 | 18 | 9  | 4 | 5  | 28 | 20 | +8  |
|                     | 4.   | Yanmar Diesel     | 21 | 18 | 9  | 3 | 6  | 34 | 20 | +14 |
|                     | 5.   | Hitachi           | 21 | 18 | 7  | 7 | 4  | 22 | 14 | +8  |
|                     | 6.   | Nippon Kokan      | 20 | 18 | 6  | 8 | 4  | 22 | 21 | +1  |
|                     | 7.   | Eidai             | 18 | 18 | 7  | 4 | 7  | 18 | 24 | -6  |
|                     | 8.   | Toyo Kogyo        | 15 | 18 | 5  | 5 | 8  | 16 | 20 | -4  |
|                     | 9.   | Nippon Steel      | 12 | 18 | 5  | 2 | 11 | 23 | 30 | -7  |
|                     | 10.  | Toyota Motors     | 3  | 18 | 1  | 1 | 16 | 10 | 58 | -48 |

Legenda:

      Campione del Giappone

      Scioglimento
Note:
Due punti a vittoria, uno a pareggio, zero a sconfitta.
Eidai si ritira dalla Japan Soccer League il 1º marzo 1977, per cessata attività.

### JSL Division 2
|  | Pos. | Squadra            | Pt | G  | V  | N | P  | GF | GS | DR  |
|  | ---- | ------------------ | -- | -- | -- | - | -- | -- | -- | --- |
|  | 1.   | Fujitsu            | 29 | 18 | 13 | 3 | 2  | 32 | 6  | +26 |
|  | 2.   | Yomiuri            | 25 | 18 | 11 | 3 | 4  | 51 | 28 | +23 |
|  | 3.   | Tanabe Pharma      | 25 | 18 | 10 | 5 | 3  | 28 | 18 | +10 |
|  | 4.   | Honda Motor        | 21 | 18 | 6  | 9 | 3  | 25 | 17 | +8  |
|  | 5.   | Teijin Matsuyama   | 19 | 18 | 9  | 1 | 8  | 32 | 28 | +4  |
|  | 6.   | Yanmar Club        | 17 | 18 | 6  | 5 | 7  | 23 | 23 | 0   |
|  | 7.   | Sumitomo Metals    | 13 | 18 | 5  | 3 | 10 | 27 | 34 | -7  |
|  | 8.   | Kofu Club          | 12 | 18 | 4  | 4 | 10 | 14 | 30 | -16 |
|  | 9.   | Kyoto Shiko        | 11 | 18 | 3  | 5 | 10 | 11 | 25 | -14 |
|  | 10.  | Furukawa El. Chiba | 8  | 18 | 3  | 2 | 13 | 17 | 51 | -34 |

Legenda:

      Promossa in Japan Soccer League Division 1 1977

Note:
Due punti a vittoria, uno a pareggio, zero a sconfitta.

## Risultati

### Tabellone
Division 1
|                       | Fur  | Mit  | Fuk  | Yan  | Hit  | Nkk  | Eid  | Toy  | Nip  | Tom  |
| --------------------- | ---- | ---- | ---- | ---- | ---- | ---- | ---- | ---- | ---- | ---- |
| Furukawa Electric     | –––– | 0-0  | 4-0  | 1-0  | 1-0  | 5-2  | 2-2  | 0-1  | 3-0  | 6-0  |
| Mitsubishi Heavy Ind. | 3-3  | –––– | 1-2  | 1-0  | 1-1  | 0-1  | 1-0  | 0-0  | 2-1  | 4-1  |
| Fujita Kogyo          | 0-0  | 2-1  | –––– | 3-5  | 0-1  | 0-0  | 1-1  | 1-1  | 3-1  | 3-1  |
| Yanmar Diesel         | 1-2  | 3-2  | 2-1  | –––– | 0-3  | 0-0  | 0-0  | 2-0  | 1-0  | 7-1  |
| Hitachi               | 0-1  | 0-0  | 1-3  | 1-1  | –––– | 0-0  | 3-0  | 1-1  | 2-1  | 2-0  |
| Nippon Kokan          | 2-2  | 0-3  | 0-1  | 4-3  | 4-1  | –––– | 1-2  | 1-0  | 2-2  | 1-1  |
| Eidai                 | 0-3  | 0-2  | 1-0  | 1-0  | 0-2  | 1-1  | –––– | 0-1  | 2-1  | 3-2  |
| Toyo Kogyo            | 1-2  | 0-1  | 0-3  | 0-4  | 1-1  | 0-0  | 0-1  | –––– | 0-1  | 3-1  |
| Nippon Kokan          | 3-1  | 3-1  | 0-3  | 0-2  | 0-0  | 0-2  | 3-2  | 1-2  | –––– | 0-1  |
| Toyota Motors         | 0-2  | 0-5  | 0-2  | 0-3  | 0-3  | 0-1  | 1-2  | 0-5  | 1-6  | –––– |

Division 2
|                        | Fuj  | Yom  | Tan  | Hon  | Tei  | Yac  | Sum  | Kof  | Ksh  | Fuc  |
| ---------------------- | ---- | ---- | ---- | ---- | ---- | ---- | ---- | ---- | ---- | ---- |
| Fujitsu                | –––– | 2-1  | 0-1  | 1-0  | 3-0  | 1-0  | 4-0  | 1-1  | 1-0  | 4-0  |
| Yomiuri                | 0-2  | –––– | 1-0  | 4-4  | 3-2  | 2-2  | 7-4  | 4-2  | 5-0  | 6-0  |
| Tanabe Pharma          | 0-2  | 1-5  | –––– | 1-1  | 2-1  | 1-1  | 4-2  | 3-1  | 1-0  | 4-0  |
| Honda Motor            | 0-0  | 2-1  | 1-1  | –––– | 4-0  | 1-1  | 2-2  | 0-0  | 0-0  | 5-0  |
| Teijin Matsuyama       | 1-0  | 2-0  | 1-2  | 2-0  | –––– | 2-4  | 4-2  | 4-0  | 1-2  | 4-1  |
| Yanmar Club            | 2-3  | 0-2  | 0-3  | 2-0  | 1-1  | –––– | 2-0  | 2-0  | 0-0  | 3-2  |
| Sumitomo Metals        | 0-1  | 0-0  | 0-0  | 0-1  | 1-2  | 2-0  | –––– | 0-1  | 3-2  | 2-1  |
| Kofu Club              | 0-4  | 1-2  | 1-2  | 2-2  | 1-2  | 1-0  | 1-0  | –––– | 0-2  | 0-0  |
| Kyoto Shiko            | 0-0  | 1-3  | 0-0  | 0-1  | 1-0  | 0-2  | 1-2  | 0-1  | –––– | 2-3  |
| Furukawa Elecric Chiba | 0-3  | 3-5  | 1-2  | 0-1  | 1-3  | 2-1  | 1-7  | 2-1  | 0-0  | –––– |

### Spareggi promozione/salvezza
|               |     |               | Città e data             |
| ------------- | --- | ------------- | ------------------------ |
| Toyota Motors | 2-2 | Fujitsu       | Toyota, 6 marzo 1977     |
| Nippon Steel  | 1-1 | Yomiuri       | Kitakyūshū, 6 marzo 1977 |
|               |     |               |                          |
| Fujitsu       | 1-2 | Toyota Motors | Tokyo, 13 marzo 1977     |
| Yomiuri       | 2-3 | Nippon Steel  | Tokyo, 13 marzo 1977     |

|                         |     |                         | Città e data           |
| ----------------------- | --- | ----------------------- | ---------------------- |
| Kyoto Shiko             | 2-0 | Dainichi Densen         | Osaka, 6 marzo 1977    |
| Furukawa Electric Chiba | 2-0 | Nissan Motors           | Ichihara, 6 marzo 1977 |
|                         |     |                         |                        |
| Dainichie Densen        | 1-2 | Kyoto Shiko             | Kyoto, 13 marzo 1977   |
| Nissan Motors           | 1-0 | Furukawa Electric Chiba | Tokyo, 13 marzo 1977   |

## Statistiche

### Classifiche di rendimento

#### Rendimento andata-ritorno
| Andata                | Andata | Ritorno               | Ritorno |
|                       |        |                       |         |
| Furukawa Electric     | 14     | Fujita Kogyo          | 13      |
| Hitachi               | 12     | Furukawa Electric     | 12      |
| Mitsubishi Heavy Ind. | 11     | Mitsubishi Heavy Ind. | 11      |
| Yanmar Diesel         | 10     | Yanmar Diesel         | 11      |
| Fujita Kogyo          | 9      | Nippon Kokan          | 11      |
| Nippon Kokan          | 9      | Eidai                 | 9       |
| Eidai                 | 9      | Nippon Steel          | 9       |
| Toyo Kogyo            | 9      | Hitachi               | 9       |
| Nippon Steel          | 3      | Toyo Kogyo            | 6       |
| Toyota Motors         | 0      | Toyota Motors         | 3       |

| Andata                  | Andata | Ritorno                 | Ritorno |
|                         |        |                         |         |
| Fujitsu                 | 15     | Fujitsu                 | 14      |
| Yomiuri                 | 14     | Teijin Matsuyama        | 13      |
| Tanabe Pharma           | 14     | Tanabe                  | 11      |
| Honda Motor             | 10     | Honda Motor             | 11      |
| Yanmar Club             | 10     | Yomiuri                 | 11      |
| Teijin Matsuyama        | 6      | Sumitomo Metals         | 8       |
| Kyoto Shiko             | 6      | Yanmar Club             | 7       |
| Kofu Club               | 5      | Kofu Club               | 7       |
| Sumitomo Metals         | 5      | Furukawa Electric Chiba | 7       |
| Furukawa Electric Chiba | 1      | Kyoto Shiko             | 5       |

### Primati stagionali
| Record della Division 1 - Maggior numero di vittorie: Furukawa Electric (11) - Minor numero di sconfitte: Furukawa Electric (3) - Miglior attacco: Furukawa Electric (37) - Miglior difesa: Furukawa Electric (15) - Miglior differenza reti: Furukawa Electric (+26) - Maggior numero di pareggi: Nippon Kokan (8) - Minor numero di pareggi: Toyota Motors (1) - Maggior numero di sconfitte: Toyota Motors (13) - Minor numero di vittorie: Toyota Motors (3) - Peggior attacco: Toyota Motors (10) - Peggior difesa: Toyota Motors (58) - Peggior differenza reti: Toyota Motors (-48) | Record della Division 2 - Maggior numero di vittorie: Fujitsu (13) - Minor numero di sconfitte: Fujitsu (2) - Miglior attacco: Yomiuri (51 goal fatti) - Miglior difesa: Fujitsu (6 goal subiti) - Miglior differenza reti: Yomiuri (+27) - Maggior numero di pareggi: Honda Motor (9) - Minor numero di pareggi: Teijin Matsuyama (1) - Maggior numero di sconfitte: Furukawa Electric Chiba (13) - Minor numero di vittorie: Kyoto Shiko e Furukawa Electric Chiba (3) - Peggior attacco: Kyoto Shiko (11) - Peggior difesa: Furukawa Electric Chiba (51) - Peggior differenza reti: Furukawa Electric Chiba (-34) |

### Classifica marcatori
| Gol |  |  | Giocatore          | Squadra       |
| --- |  |  | ------------------ | ------------- |
| 15  |  |  | Kunishige Kamamoto | Yanmar Diesel |
| 13  |  |  | Hiroyuki Usui      | Hitachi       |
| 10  |  |  | Noritaka Hidaka    | Nippon Steel  |
| 9   |  |  | Hiroshi Abe        | Yanmar Diesel |

| Gol |  |  | Giocatore       | Squadra |
| --- |  |  | --------------- | ------- |
| 15  |  |  | Toshiki Okajima | Yomiuri |